# Струнний квартет № 6 (Джонстон)
Струнний квартет № 6 — музичний твір американського композитора Бена Джонстона, написаний 1980 року.

## Історія створення
Струнний квартет № 6 американського композитора Бена Джонстона було створено на замовлення фонду Walter W. Naumburg Foundation для Конкорд-квартету. Джонстон працював над ним декілька років і не встиг закінчити вчасно, тому його прем'єра не відбулася у запланований термін. Менше з тим, інший камерний ансамбль — струнний квартет New World String Quartet — 1979 року став переможцем конкурсу Naumburg Award, отримавши право замовити собі новий твір. За рекомендацією Роберта Манна з Джульярдського квартету, вони звернулися до Джонстона, а той запропонував їм Струнний квартет № 6.
Написання квартету було завершено в січні 1980 року. New World String Quartet спочатку планували його прем'єру на весну того ж року, але з'ясували, що твір був занадто складним та потребував більше часу на вивчення. Робота над підготовкою до прем'єри розпочалася лише за декілька років, і була не дуже успішною, аж доки вони не звернулися до Джонстона. Композитор взяв участь у репетиціях та навчив їх, як правильно чути складні та незвичні поєднання звуків. Хоча спочатку музиканти квартету вважали «розширений чистий стрій», придуманий Джонстоном, суто теоретичною вправою, після співпраці з ним вони нарешті зрозуміли, як це виконувати та чути, порівнявши його музику із «павутинкою, що дзижчить і мерехтить».
Перше публічне виконання Шостого струнного квартету відбулося у лютому 1983 року в Гарварді, а пізніше — в Келвін-коледжі в Мічигані. На той час квартет все ще репетирував твір, та надіслав Джонстону запис виступу. Композитор залишився незадоволеним «монохроматичним» характером звучання та вирішив змінити динаміку виконання; зокрема, якщо раніше кульмінація твору відбувалася після приблизно двох третин (відповідно до золотого перетину), то тепер динаміку композиції визначав ряд Фібоначчі. Повноцінна прем'єра оновленого квартету відбулася 26 квітня 1983 року на концерті лауреатів премії фонду Naumburg Foundation в Лінкольн-центрі, Нью-Йорк. Попри побоювання музикантів, що аудиторія не зрозуміє твір та залишить залу посеред концерту, реакція вийшла протилежною. Невдовзі музиканти перезаписали Шостий квартет в студії, і він вийшов на альбомі із записами переможців премії Naumburg Award, на лейблі Composers Recordings Inc.

## Музикознавчий аналіз
Основні риси Шостого квартету описав його автор у програмі до прем'єри твору. Він наголосив, що твір є мікроінтервальним (більш ніж хроматичним), а відстань між висотами нот вираховується за тими ж принципами, що описав його вчитель Гаррі Парч. Разом з тим, на відміну від тональних творів Парча, квартет Джонстона є атональним, побудованим за допомогою технік додекафонії, але замість дванадцяти нот октава розбивається на дванадцять областей, і висота конкретних нот в кожний момент часу може відрізнятися внаслідок модуляцій. Джонстон також наголошував, що використав техніку серіалізму, додавши до твору всі сорок вісім можливих варіацій базової серії з дванадцяти нот. Разом з тим, твір, що складається з однієї частини, має форму «арки» або «гігантського паліндрома», з боків якого — на початку та у кінці — є чотири сольні партії кожного з музикантів квартету.
Як відзначила музикознавиця Хайді фон Гунден, Шостий квартет за своєю формою складається з однієї частини, в якій кожен з інструментів має власні довгі сольні партії, що виконуються на фоні дронного акомпанементу трьох інших інструментів. На її думку, мелодійність квартету та відсутність пауз між частинами зближує його з музикою епохи романтизму. Фон Гунден порівнювала прослуховування твору із «відчуттям обертання в просторі», через висхідні та низхідні сольні партії. Джонстон також використовував багато засобів, які зустрічалися в його попередніх творах: «решітка», заснована на простих числах 2, 3, 5, 7 та 11, метричні модуляції та використання послідовності Фібоначчі. Разом з тим, музикознавиця відзначала, що перед презентацією квартету Джонстон 1983 року визнав, що його робота над «розширеним чистим строєм» нарешті перевершила аналогічні дослідження його вчителя Гаррі Парча. Вона цитувала статтю Джонстона «On Bridge-Building» («Про будування мостів»), і погоджувалася, що композитору вдалося поєднати революційні погляди Парча (втілені в тому числі у створенні інструментів власної конструкції) із підходом до композиції, характерним для західної музики.

## Видання
Ноти Шостого квартету Бена Джонстона вийшли у видавництві Smith Publications.
Запис квартету увійшов до наступних музичних альбомів:
- 1983 — Naumburg Prize Winners Perform Naumburg Commissions: Wild Angels of the Open Hills (Джозеф Швантнер[en]) / String Quartet no. 6 (Бен Джонстон). Лейбл Composers Recordings Inc. Виконує New World String Quartet[en][4]

- 2016 — Ben Johnston: String Quartets nos. 6, 7, & 8. Лейбл New World Records. Виконує Kepler Quartet[5]